# طارق الفرساني
طارق جعفر الفرساني (مواليد 1972 في المنامة، البحرين) لاعب كمال أجسام بحريني. حقق طارق ميدالية ذهبية في مسابقة كمال الاجسام لوزن 90 كلغ ضمن الألعاب الاسيوية الرابعة عشر في بوسان في عام 2002. وهذا الإنجاز يعتبر بداية تميزه ومنتخب البحرين لكمال الاجسام، حيث أحرز العديد من الميداليات الذهبية بعدها.

## النشأة
نشأ الفرساني في قرية الدية بالمحافظة الشمالية شمال مملكة البحرين. أحب رياضة بناء الأجسام منذ صغره وكان يمارس هذه الرياضة في المنزل بشكل خفيف حتى قرر ممارستها والدخول في مجالها بشكل رسمي عندما انضم إلى نادي الحالة.

## المسابقات الدولية
- بطولة آسيا للهواة 1998: خرج من الأدوار الأولى.
- بطولة آسيا للهواة 2002: المركز الأول.
- دورة الألعاب الآسيوية 2002: المركز الأول.
- بطولة آسيا للهواة 2004: المركز الأول.
- بطولة آسيا للهواة 2007: استبعد بسبب تعاطي المنشطات.
- بطولة العالم لكمال الأجسام للهواة 2008 (المنامة): الميدالية الفضية في فئة 90 كيلو جرام.[3]

## الاعتقال في 2011
في 16 أبريل 2011 اعتقل طارق الفرساني ليكون واحد من الرياضيين الدوليين والشخصيات الرياضية الأخرى الذين تم اعتقالهم من قبل السلطات البحرينية بعد احتجاجات الإصلاح المؤيدة للديمقراطية. وفقا لنبيل رجب من مركز البحرين لحقوق الإنسان لم تبلغ عائلة طارق الفرساني عن مكان وجوده وكانوا يخشون أنه ربما تعرض للتعذيب. اعتقلت فايزة شقيقة الفرساني أيضا.
في 29 يونيو 2011 ذكرت وكالة أنباء البحرين أن النائب العام العسكري لقوة دفاع البحرين قد أعلن أن المتهمين المشاركين في جرائم الطبية والرياضة قد أفرج عنهم ولكن القضايا ستستمر وفقا للإجراءات القانونية البحرينية.
في 4 ديسمبر 2011 حكم على الفرساني بالسجن سنة واحدة.